# 骨喰藤四郎
骨喰藤四郎（ほねばみとうしろう）は、鎌倉時代に作られたとされる日本刀（薙刀直しの脇差）。日本の重要文化財に指定されており、京都市の豊国神社が所蔵する（京都国立博物館に寄託）。伝承により同名の刀が複数存在する可能性が指摘されているが、本項では鎌倉時代に作られた日本刀について述べる。

## 概要

### 刀工および名前の由来
本阿弥家の鑑定によれば、鎌倉時代の刀工・粟田口則国あるいは国吉の子とされる藤四郎吉光により作られた刀である。藤四郎吉光は、山城国粟田口派の刀工のうち最も著名であり、特に短刀や剣の作刀では名手と知られていた。骨喰藤四郎は藤四郎吉光作の刀としては珍しく薙刀として作られたものであり、短刀・剣を除いた吉光作の刀は、太刀の一期一振や薙刀直しの脇差である鯰尾藤四郎など少数に留まる。
骨喰（ほねばみ）の由来には諸説ある。『享保名物帳』第2類では、戯れに斬る真似をして振り下ろしただけで相手の骨を砕いてしまったためと説明されている。また徳川将軍家の刀剣台帳の写本では、骨を縫い綴ったような痛みを感じるからと記し、また同様に福永酔剣の個人所蔵である『享保名物帳』の享保8年の異本には、「これで斬られると骨にしみるように感じるから」と記されているという。豊臣秀吉と対面して骨喰藤四郎を見せられたイエズス会士ジョアン・ロドリゲスは、『日本教会史』で「軽く振っただけで、根もとから切られた大根のように骨を切るので、骨を丸嚥みにする刀という意である」と述べている。

### 鎌倉時代から永禄の変まで
近世以前の資料で骨喰藤四郎について最も詳しく伝えているのは軍記『大友興廃記』（1635年）である。それによれば、南北朝時代の幕開けとなる1336年（建武3年）に足利尊氏が九州へ落ち延びた際、大友家当主の大友氏時が重代の宝刀である吉光骨啄刀（＝骨喰藤四郎）を尊氏へ加勢する誓いの証として贈ったという。
この逸話は『大友興廃記』の写本の他、元禄期に出版された『筑紫軍記』（1703年）にも再録されて世に知られることになった。また『享保名物帳』も同様の由緒を載せている。さらに、豊後森藩の藩医木付春碩による『豊陽志』（1721年）は『大友興廃記』の記述に加え、もともと鎌倉時代の建久年間に源頼朝から大友氏の初代当主大友能直へ与えられた名刀だと記しているただしこれらは江戸時代の初期から中期にかけて成立した資料である。
これより古い関連資料としては、南北朝時代に成立した『梅松論』の流布本に、建武3年の多々良浜の戦いへ臨む足利尊氏が骨食という刀剣を帯びている描写がある。その日の足利尊氏の軍装は「筑後入道妙恵が頼尚を以て進上申たりし赤地の錦の御直垂に、唐綾威の御鎧に、御剣二あり。一は御重代の骨食也。重藤の御弓に上矢をさゝる。…」というものであった。この「御重代の骨食」が骨喰藤四郎と同じものであるかどうかが、江戸時代の故実家や近代の刀剣研究家の論議の的となってきた。福永酔剣は骨啄＝骨食が『大友興廃記』の記述のとおりに尊氏の九州落ちの時点で大友氏の重代だったとすれば『梅松論』の足利氏の重代とする記述と辻褄が合わないという疑義を呈している。また『梅松論』の写本のうち、古態を残す古本系「京大本」には「御剣二。一ハ御重代ノ大ハミ也」と別の剣の名を記しているなど、同一の刀剣とみなすことには慎重を期すべき材料もある。
室町時代後期には、鎌田妙長によって書かれた『常徳院殿様江州御動座当時在陣衆着到』に、1487年（長享元年）9月12日、9代将軍・足利義尚が六角高頼を征伐するため近江国坂本に出陣した際、小者に「御長刀ほねかみと申す御重代をかつかせ（担がせ）」ていたという記録がある。中世文学研究者の鈴木彰は、室町将軍の出陣には重代の刀剣を携えることが慣例になっていたという説の根拠の一つに、このほねかみを挙げている。また福永はこのほねかみについても骨喰藤四郎と同一視し、骨かみは骨喰みに違いないとして、当時まだ薙刀であったことがわかると述べている。
これより後の足利幕府衰退期の所有移動を語るのは、前述の『大友興廃記』等の軍記及び『享保名物帳』といった江戸時代の書物である。それらによれば、骨喰藤四郎は尊氏以降、足利将軍家の重要な宝物として代々伝えられていったが、1565年（永禄8年）、13代将軍・義輝が三好三人衆により暗殺された永禄の変のときに奪われて松永久秀の手に渡った。それを大友宗麟が聞きつけ、大友家こそ元の持ち主であると主張して久秀から買い戻したという。

### 大友家から豊臣家、徳川家へ
骨喰藤四郎は宗麟からその子の大友義統へ継承されたが、藤四郎吉光の刀を集めていた豊臣秀吉がこれを求め、松井友閑と千利休の仲介により献上されて以降は豊臣家の所有となる。1585年（天正13年）9月27日付け大友義統宛にて、豊臣秀吉が吉光骨啄刀を受け取ったことに感謝する謝礼の書状が遺されている。また義統による1586年（天正14年1月26日）の覚書も残っており、秀吉へ渡った大友家の名物として玉澗の青楓絵、小壺茄子、新田肩衝と共に「吉光御腰物骨喰」が記され、「三ヶ年中に天下の名物、豊州より上され候事、奇特神変の由、貴賤批判の由、申候也」と大友家からの度重なる名物の献上が世間を騒がせた様子も書き添えられている。これらの古文書により、秀吉が大友家から召し上げたときには既に薙刀から大脇差に磨り上げられていたことが分かる。
一説によれば、骨喰藤四郎は1615年（慶長20年）の大坂夏の陣にて大坂城の炎上落城に巻き込まれるが、大坂城の堀から無傷で見つけ出された。その後、発見した町人が本阿弥光室に届け出て、光室から徳川秀忠に献上されて以降は徳川将軍家の所有となった、という。しかし、豊臣家を出て徳川将軍家に入り明暦の大火に巻き込まれるまでの逸話については『日本刀大百科事典』が載せるだけでも8つ程度あり、諸説紛々としている。
1657年(明暦3年)に発生した明暦の大火で被災して焼刃となり、3代越前康継によって焼き直しされている。また、8代将軍・吉宗の命で編纂された『享保名物帳』にも骨喰藤四郎の記述が遺されている。その後、骨喰藤四郎は紀州徳川家に下賜される。

### 近現代
明治維新時まで紀州徳川家に伝来し続けていたが、1869年（明治2年）7月に徳川宗家へ返還されている。1898年（明治31年）は豊臣秀吉没後300年に当たっていたが、この年を期して豊臣恩顧の旧大名家の華族が中心となり京都市での「豊太閤三百年祭」を計画、1890年（明治23年）6月にそのための財団法人豊国会（会長黒田長成）を立ち上げた。徳川家当主の徳川家達は正式な発足に先駆け、1889年（明治22年）3月に金100円を添えて骨喰藤四郎を豊国会へ寄付した。豊国会所有となった骨喰藤四郎は祭の期間中帝国京都博物館で展示された。目的が達せられて豊国会が解散すると、三百年祭のために整備した阿弥陀が峰の豊国廟の土地や建物、付属する宝物や備品などの財産が残された。内務省神社局は会の残余財産を一旦国庫に入れた上で土地を官有地第3種に編入、骨喰藤四郎を含むその他の物をすべて豊国神社に交付し豊国廟の管理を任せるという処置をとった。その後大正末期に豊国神社へ正式に下賜された。
1925年（大正14年）4月24日に旧国宝に指定され、1950年（昭和25年）の文化財保護法施行後は重要文化財となっている。1925年の旧国宝指定時の官報では品目の欄に「薙刀直シ刀（骨喰）無銘傳粟田口吉光附白鞘 德川家達寄進ノ鞘書アリ」と掲載されていたが、重要文化財指定名称は2000年現在、「薙刀直シ刀無銘伝粟田口吉光　　  （名物骨喰藤四郎）」であり、附（つけたり）指定はない。
2018年現在も豊国神社の所有であり、京都国立博物館に寄託されている。

## 作風

### 刀身
全長71.2センチメートル、刃長58.7センチメートル、茎長15.3センチメートル、刀身の反り1.42センチメートル、元幅3.46センチメートル、先幅2.37センチメートル、元重0.92センチメートル、先重0.10センチメートル、重量726.5グラム。元々は1尺9寸5分（約59.1cm）あったが、康継の焼き直しにより、大きさが変わっている。
彫物は指表（さしおもて）に倶利伽羅龍（倶利伽羅剣に絡みつく龍）、指裏に不動明王像と梵字をあらわす。指表に彫られた剣の柄は三鈷杵の形となっている。三鈷杵は古代インドの武器で、転じてに密教の儀式で使われる法具となったものであり、剣に絡みつく龍は不動明王の化身であるといわれている。指裏には不動明王像の上に毘沙門天をあらわす種子（しゅじ、梵字）が彫られている。京都国立博物館の主任研究員である末兼俊彦によると、不動明王と毘沙門天の組み合わせは比叡山の横川で生み出されたものであり、刀の所有者を観音菩薩に見立てて不動明王と毘沙門天による守護が得られるようにという願いを込めたものとされている。

## 写し・復元刀
徳川家に伝来した際に初代越前康継によって忠実な写しが作成されており、そちらは東京国立博物館が収蔵している。刀の茎表には「（葵紋）以南蛮鉄於武州江戸越前康継」、裏には「骨喰吉光模」と銘が切られており焼身になる前の姿をよく表している。2016年（平成28年）に大阪歴史博物館にて開催中された「真田丸」大阪展では、本歌とこの写しの刀が並んで展示された。また、2018年（平成30年）には長野県無形文化財刀匠である宮入法廣によって復元刀が作成されている。